# Микрогравитација
Микрогравитација, хипогравитација је термин који се у пракси користи за нулту гравитацију или бестежинско стање, и суштински означава стање, у коме је g-сила напрезања у објектима услед ефекта плиме и осеке, око милионити део (µg) од гравитације која влада на површини Земље.
Како би се постигло „стационарно“ (односи се на растојање од Земље или Сунца) микрогравитационо окружење, то захтева путовање у довољно велику „дубину“ свемира, како би се утицај гравитације небеских тела смањио скоро на нулу. Тако нпр да би се смањила тежина тела на један хиљадити део, оне коју тело има на Земљиној површини, потребно је да буде на растојању од ње 200.000 км.
Термин микрогравитација се односи на чињеницу да чак и тамо где је идеално очекивати савршену нулту гравитацију или доживљај бестежинско стања, то у ствари није случај. Другим речима, чак и у системима где се очекује да је тежина нула, или да влада нулта гравитација, у ствари се дешавају мала одступања од идеалног стања, тело је изложено гравитацији (значајно мањој) и ипак поседује малу тежинску вредност. Наиме у свемирском броду гравитација делује истовремено и на човека и на свемирски брод, а будући да у свемиру нема отпора кретању, гравитација привлачи човека и брод потпуно једнаким силама убрзања у истом смеру. Због тога човека ништа не привлачи ни према једном зиду свемирског брода, а не потпуно одсуство дејства гравитације.

## Микрогравитација у космичким летелицама
У случају летелице у орбити око Земље, која се креће без потиска, микрогравитација може бити последица следећих фактора:
- Чак и онда када на човека у свемиру не делује земљина гравитација, ипак је он изложен гравитацији неког другог најближег свемирског тела (нпр кад је тело ван утицаја земљине теже на њега делује Сунчева гравитација која дејствујући на Земљу и остала тела у Сунчевом систему одржава њихово јединство у овом систему).[3]
- Примарно се радијална гравитациона сила, јавља око објеката који круже на различитим растојањима од центра Земље, различитим радијалним брзинама. То значи да ако особа у орбити (која има једну радијалну брзину) стави ноге на земљу, ноге би снажно привлачиле главу, (нпр као снага плиме).
- Сви објекти унутар летелице, масама привлаче једни друге, и генеришу резултанту већу од нуле и могу се измерити.
- Иако је врло разређена, атмосфера између 185 и 1000 км надморске висине ипак има ваздуха у траговима, што доводи до успоравања летелице због трења. Ова ситуација се сматра као терет у правцу кретања.
- Тела унутар летелице треба да имају своје авионске орбите. Као орбиталне равни се подразумевају, наравно, равни која садрже путању коју описује тело. Орбитална раван летелица пролази кроз центар Земље и садржи орбиталне путање. Тела која су „изнад“ треба да имају своје авионске орбите паралелне и изнад орбиталне равни летелица, док је, насупрот томе, они који су“ испод „треба да имају своје орбите паралелно авиону и испод орбиталне равни простора летелице.

## Положај земље у универзуму
Активност (дејство) гравитационог поља, било ког тела у универзуму, као што је нпр Земља, теоретски се простире на произвољно великој удаљености. Смањење дејства гравитације је у складу са законом универзалне гравитације и положаја тела у универзуму, и никад не постаје нула. То најбоље илуструје доња табела која приказује вредности гравитације на површини Земље у њеном ближем окружењу и на различитим удаљеностима од површине Земље у универзуму.
| Локација                              | Гравитација Земље | Гравитација Сунца | Гравитација Млечног пута | Укупно       |
| ------------------------------------- | ----------------- | ----------------- | ------------------------ | ------------ |
| Површина Земље                        | 9.81 m/s2         | 6 mm/s2           | 200 pm/s2 = 6 mm/s/год   | 9.81 m/s2    |
| Ниска Земљина орбита                  | 9 m/s2            | 6 mm/s2           | 200 pm/s2                | 9 m/s2       |
| 200.000 km од Земље                   | 10 mm/s2          | 6 mm/s2           | 200 pm/s2                | до 12 mm/s2  |
| 6 милона km од Земље                  | 10 μm/s2          | 6 mm/s2           | 200 pm/s2                | 6 mm/s2      |
| 3.700 милиона km од Земље             | 29 pm/s2          | 10 μm/s2          | 200 pm/s2                | 10 μm/s2     |
| Војаџер 1 (17,000 милиона km од земље | 1 pm/s2           | 500 nm/s2         | 200 pm/s2                | 500 nm/s2    |
| 0.1 светлосна година од Земље         | 400 am/s2         | 200 pm/s2         | 200 pm/s2                | до 400 pm/s2 |
Према томе нулта гравитација је теоретски нешто што је могуће, али због присуства гравитације свуда у универзуму, у пракси практично немогућа и зато је много прихавтљивији појам хипогравитација или микрогравитација.

## Утицај микрогравитације на човека
Многобројна истраживања дугоротрајног утицаја микрогравитације на човека открива следеће проблеме, који се могу јавити у мисијама које трају од 1 до 3 године:
Кардиоваскуларна декондиција
Декондиција срчаносудовног система карактерише се падом срчаног крвног притиска, поремећајима срчаног ритма и другим проблемима узрокованим другојачијом редистрибуцијом крви и телесних течности у крви космонаута.
Атрофија мишића
Промене на мишићима прати исрпљеност, општа слабост, губитак снаге, слабљење (атрофија) мишића/лигамената, болови и грчеви у мишићима, нестабилност због губитка тонуса мишића итд.
Слабљење (деминерализација) костију
Губитак калцијума из костију, хиперкалциурија - има за последицу њихову деминерализацију. Она се код космонаута манифестује повећаним ризиком; за појаву бубрежних каменаца, коштаних прелома, дуготрајним опоравком коштане масе и могућим неповратни губитком коштаног ткива који је послелетни проблем по повратку из космоса на Земљу.
Неуролошко-вестибуларне промене'
Свемирска мучнина, ортостатска нестабилност и губитак равнотеже као послелетни проблем, спадају у најчешће промене изазване марушеном функцијом вестибуларног ситема.
Промене у крвно-имунолошком систему и смањење изгледа и броја црвених крвних зрнаца'
Нарушена функција крвног имунског система у космосу може изазвати израженије реакције на трауму или губитак крви после повреде. Опоравак од ове такозване „свемирске анемије“ траје 4-6 недеља након повратка из космоса.
флуидно-хормоналне промене
Смањен ниво електролита у течностима, осећај тежине у глави и синусима, деформација лица, главобоља, неки су од најважнијих поремећаја изазваних флуидно-хормоналним променама у организму космонаута.